# Catalan Journal of Communication & Cultural Studies
Catalan Journal of Communication & Cultural Studies es una revista académica que publica artículos de investigación y teoría en el ámbito de la comunicación y de los estudios culturales. La revista fue promovida por el Departamento de Estudios de Comunicación de la Universidad Rovira i Virgili que en 2007 realizó la propuesta de la publicación a la editorial británica Intellect Books. El primer número de la revista fue publicado en agosto de 2009. Enric Castelló Cogollos fue el cofundador y editor desde 2009 a 2014. La editora principal actual es la profesora de la URV, Cilia Willem.